# Referéndum de Puerto Rico de 1952
Un referéndum doble tuvo lugar en Puerto Rico el 4 de noviembre de 1952. A los electores se les preguntó si aprobaban las enmiendas a la constitución sobre gobierno federal y sobre si las escuelas privadas deberían ser financiadas con fondos públicos. Ambos fueron aprobados por 87,8% de los electores.

## Resultados

### Enmiendas constitucionales
| Opción         | Votos   | %    |
| -------------- | ------- | ---- |
| A favor        | 420 036 | 87,8 |
| En contra      | 58 484  | 12,2 |
| Total          | 478 520 | 100  |
| Fuente: Nohlen |         |      |

### Financiamiento de educación privada
| Opción         | Votos   | %    |
| -------------- | ------- | ---- |
| A favor        | 419 515 | 87,8 |
| En contra      | 58 204  | 12,2 |
| Total          | 477 719 | 100  |
| Fuente: Nohlen |         |      |